# Edcouch
Edcouch è un centro abitato degli Stati Uniti d'America situato nella contea di Hidalgo dello Stato del Texas.
La popolazione era di 3.161 persone al censimento del 2010.

## Geografia fisica
Edcouch si trova a nord di Weslaco, a 26°17′40″N 97°57′48″W (26.294354, -97.963410).
Secondo lo United States Census Bureau, ha un'area totale di 0,9 miglia quadrate (2,3 km²).

## Società

### Evoluzione demografica
Secondo il censimento del 2000, c'erano 3.342 persone, 891 nuclei familiari e 757 famiglie residenti nella città. La densità di popolazione era di 3.573,9 persone per miglio quadrato (1.372,7/km²). C'erano 985 unità abitative a una densità media di 1.053,3 per miglio quadrato (404,6/km²). La composizione etnica della città era formata dal 76,33% di bianchi, lo 0,63% di afroamericani, lo 0,63% di nativi americani, il 19,84% di altre razze, e il 2,57% di due o più etnie. Ispanici o latinos di qualunque razza erano il 97,13% della popolazione.
C'erano 891 nuclei familiari di cui il 50,3% aveva figli di età inferiore ai 18 anni, il 56,6% aveva coppie sposate conviventi, il 23,0% aveva un capofamiglia femmina senza marito, e il 15,0% erano non-famiglie. Il 13,7% di tutti i nuclei familiari erano individuali e l'8,1% aveva componenti con un'età di 65 anni o più che vivevano da soli. Il numero di componenti medio di un nucleo familiare era di 3,75 e quello di una famiglia era di 4,13.
La popolazione era composta dal 37,1% di persone sotto i 18 anni, l'11,1% di persone dai 18 ai 24 anni, il 25,2% di persone dai 25 ai 44 anni, il 17,5% di persone dai 45 ai 64 anni, e il 9,1% di persone di 65 anni o più. L'età media era di 26 anni. Per ogni 100 femmine c'erano 93,5 maschi. Per ogni 100 femmine dai 18 anni in giù, c'erano 87,2 maschi.
Il reddito medio di un nucleo familiare era di 18.618 dollari e quello di una famiglia era di 20.208 dollari. I maschi avevano un reddito medio di 18.708 dollari contro i 12.468 dollari delle femmine. Il reddito pro capite era di 6.096 dollari. Circa il 43,4% delle famiglie e il 48,1% della popolazione erano sotto la soglia di povertà, incluso il 60,3% di persone sotto i 18 anni e il 37,6% di persone di 65 anni o più.